# Paul Horgan
Paul Horgan (Buffalo, 1º agosto 1903 – Middletown, 8 marzo 1995) è stato uno scrittore statunitense di opere di narrativa e saggistica, molte delle quali ambientate nel Sudovest degli USA..
Secondo una dichiarazione del 1989 del The New York Times Review of Books: «con l'eccezione di Wallace Stegner, nessun americano vivente si è distinto a tal punto in narrativa e storia». Vinse due volte il premio Pulitzer per la storia (1955 e 1976) e una volta il Premio Bancroft (1955).